# Großsteingrab Stolzenhagen (Oder)
Das Großsteingrab Stolzenhagen (Oder) (auch Silberkiste genannt) war eine megalithische Grabanlage vermutlich der jungsteinzeitlichen Trichterbecherkultur bei Stolzenhagen, einem Ortsteil von Lunow-Stolzenhagen im Landkreis Barnim (Brandenburg). Es wurde im 18. oder frühen 19. Jahrhundert zerstört.

## Lage
Das Grab befand sich westlich von Stolzenhagen.

## Beschreibung
Die ursprüngliche Beschreibung der Anlage nahm 1741 Pastor E. Chr. Ohnesorge vor. Johann Christoph Bekmann und nach ihm alle weiteren Autoren beziehen sich auf diese Angaben. Demnach handelte es sich um eine nord-südlich orientierte Anlage mit einer Länge von 16 Fuß (ca. 4,8 m) und einer Breite von 4 Fuß 8 Zoll (ca. 1,45 m) im Norden bzw. 3 Fuß 8 Zoll (ca. 1,15 m) im Süden. Es war aus großen Feldsteinen errichtet und im Inneren mit Erde und kleinen Steinen verfüllt. Eberhard Kirsch und Hans-Jürgen Beier sehen das Grab aufgrund der Maße als möglichen erweiterten Dolmen an.
Gemäß einem Ortsakteneintrag existiert in Stolzenhagen ein ost-westlich orientierter rechteckiger Hügel mit einer Länge von 26 m, einer Breite von 14 m und einer Höhe von 2 m. Er weist mehrere alte Eingrabungen sowie Lesesteine auf. Im nordöstlichen Bereich liegen zwei größere Steine. Wegen stark abweichender Lagebeschreibungen ist unklar, ob es sich um den Hügel handelte, der ursprünglich das in der Literatur beschriebene Großsteingrab enthielt oder ob es sich um ein weiteres Hünenbett handelt.